# NGC 7470
NGC 7470 (również PGC 70431) – galaktyka spiralna (Sbc), znajdująca się w gwiazdozbiorze Żurawia. Odkrył ją John Herschel 30 września 1834 roku.